# Movimento phi

No fenômeno phi, uma sequência de imagens causa a percepção de movimento.

O movimento Phi ou fenómeno Phi é uma ilusão de óptica, descrita por Max Wertheimer num trabalho seu de 1912: Experimental Studies on the Seeing of Motion, trabalho em que afirma que a sensação de movimento seja causada por uma sucessão de imagens paradas (Ver: Persistência da Visão).
Em debates sobre a percepção, em filmes e vídeo, o movimento phi é largamente confundido com o movimento beta. O movimento phi é diferente por não estar directamente ligado à percepção do movimento linear de figuras, vistas como um única figura que se move no espaço, conhecida ilusão de óptica.
Na experiência do movimento phi está envolvido um observador (ou uma plateia) olhando uma tela onde são projectadas duas imagens sucessivas. A primeira é uma linha (ou círculo, rectângulo, etc.) no lado esquerdo da tela. A segunda é uma linha no lado direito da tela. As imagens devem ser mostradas rapidamente e de forma sucessiva. Cada fotograma ou frame deve durar poucos segundos a ser visto. Pergunta-se ao observador (ou plateia) o que viram (sensação óptica).
Com as consequentes combinações de espaço (entre as duas linhas na tela) e de tempo (o atraso na projecção de uma das  duas imagens em sucessão, cada uma com o seu tempo de permanência), o observador dirá que houve um movimento entre as duas linhas (no espaço entre ambas) e nos extremos da tela (na posição da primeira linha e depois da segunda). O observador constata uma sensação de movimento no espaço e em redor das linhas: um movimento entre duas linhas, sucessivas e distintas, e NÃO um movimento contínuo do objecto como é referido no movimento beta. O movimento phi assemelha-se mais a uma região de movimento, envolvendo imagens sucessivas.
A descoberta do movimento phi foi fundamental para a construção da psicologia e da teoria da Gestalt.

## Ver
- BETA & PHI - Animação
- Phi phenomenon (en Wiki)
- Colour Phi phenomenon (en Wiki)
- Phi Phenomenon - cor – Animação
- The moving image - Rod Munday